# Texasville
Texasville is een Amerikaanse dramafilm uit 1990 onder regie van Peter Bogdanovich.

## Verhaal
Het is 30 jaar nadat Duane, Jacy en Sonny zijn afgestudeerd. Duane had ooit een fortuin vergaard in de oliesector, maar intussen heeft hij 12 miljoen dollar schulden. Zijn vrouw heeft een drankprobleem en zijn kroost is op het verkeerde pad. Sonny is inmiddels politicus en zakenman geworden. Hij lijdt echter ook aan geheugenverlies en hallucinaties. Wanneer Jacy terugkeert uit het buitenland om de dood van haar kind te verwerken, neemt Duane weer contact op met haar.

## Rolverdeling
| Acteur           | Personage        |
| ---------------- | ---------------- |
| Jeff Bridges     | Duane Jackson    |
| Timothy Bottoms  | Sonny Crawford   |
| Cybill Shepherd  | Jacy Farrow      |
| Cloris Leachman  | Ruth Popper      |
| Randy Quaid      | Lester Marlow    |
| Annie Potts      | Karla Jackson    |
| William McNamara | Dickie Jackson   |
| Eileen Brennan   | Genevieve Morgan |